# Strategie der Europäischen Union für den Donauraum
Die Strategie der Europäischen Union für den Donauraum ist eine Strategie der Europäischen Kommission, die auf eine engere Zusammenarbeit der Staaten entlang der Donau abzielt. Schwerpunkte sind dabei die Bereiche Infrastruktur, Umweltschutz, die Schaffung von Wohlstand sowie gute Regierungsführung. 

## Hintergrund

### Das Konzept der Makroregion
Als Makroregion bezeichnet die Europäische Kommission „ein Gebiet, das mehrere Verwaltungsregionen umfasst, aber genügend gemeinsame Themen aufweist, um ein einheitliches strategisches Konzept zu rechtfertigen“. Verschiedene Regionen der Europäischen Union beginnen damit, sich als Makroregionen zu benennen bzw. werden als solche bezeichnet – neben der Ostsee etwa das Mittelmeer, die Region Alpen-Adria, der Atlantikbogen oder die Donau. Ziel einer solchen regionalen Kooperation ist eine projektbezogene grenzüberschreitende Zusammenarbeit in Sektoren, die für die betroffene Region von besonderem gemeinsamen Interesse sind. Die Europäische Kommission übernimmt hierbei die Koordinierung und unterstützt die betroffenen Akteure bei der Durchführung der jeweiligen Maßnahmen. Neben der Kommission sowie den beteiligten Staaten und Regionen begreift sich der Ausschuss der Regionen (AdR) als zentraler Akteur auf dem Gebiet der Makroregionen.

### Der Donauraum als Makroregion
Die Donau durchfließt als Europas zweitlängster Fluss vom Schwarzwald ins Schwarze Meer zehn Länder, mehr als 100 Millionen Menschen leben in ihrem Einzugsbereich. Insgesamt vierzehn Länder beteiligen sich an der Donaustrategie. Acht von ihnen gehören der Europäischen Union an – davon sechs seit den beiden Osterweiterungen 2004/2007 –, sechs stehen außerhalb mit verschieden gelagerten Beitrittsperspektiven. Sowohl von den Anrainerstaaten als auch von der Europäischen Kommission wird die Donau dabei als verbindendes Element betrachtet. In der Donaustrategie werden Herausforderungen und Potentiale definiert, denen sich die betroffenen Akteure gemeinsam widmen wollen.

### Entstehungsgeschichte der Donaustrategie
Die ursprüngliche Initiative zu einer Donaustrategie ging von der Europäischen Kommission aus. Auf einer Konferenz in Brüssel im Oktober 2008, zu der das Bundesland Baden-Württemberg und Ministerpräsident Günther Oettinger geladen hatten, forderte die damalige Kommissarin für Regionalpolitik Danuta Hübner „eine spezifische Strategie, vergleichbar mit der die wir für den Ostseeraum entwickeln“. Schwerpunkte sollten „Ökologie, Verkehr und sozioökonomische Themen“ sein. Im Zusammenhang mit der Formulierung der Ostseestrategie im ersten Halbjahr 2009 ersuchte der Rat der Europäischen Union auf seiner Tagung in Brüssel am 18./19. Juni 2009 die Kommission, bis Ende 2010 eine EU-Strategie für den Donauraum vorzulegen. Dem schloss sich am 7. Oktober 2009 der Ausschuss der Regionen an. Als Schwerpunkte der Strategie schlug der Ausschuss den Ausbau der Verkehrsinfrastruktur, die grenzüberschreitende Zusammenarbeit im Hochwasserschutz, gemeinschaftliche Tourismuskonzepte und die regionale Kulturarbeit vor. Insbesondere wurde die „kulturelle Brückenfunktion der Städte und Gemeinden“  hervorgehoben.
Am 21. Januar 2010 kam auch das Europäische Parlament zu einer Entschließung zu einer europäischen Strategie für den Donauraum. Darin betonte es die Vorbildfunktion der Ostseestrategie und verwies auf die lange Tradition der Zusammenarbeit im Donauraum, die auf die 1856 gegründete Europäische Donaukommission zurückgehe. Zugleich machte es deutlich, dass angesichts der Tatsache, dass nicht alle Länder des Donauraums Mitglieder der EU sind, die Donaustrategie einen wichtigen Knotenpunkt zwischen der Kohäsionspolitik und der Europäischen Nachbarschaftspolitik darstellt. Durch ein Verständnis vom Donauraum als Makroregion könnten die regionalen Unterschiede in der Wirtschaftsleistung überwunden werden. Konkret solle die Strategie folgende Elemente umfassen: Umweltschutz, Verbesserung der Infrastruktur, Verbesserung der Wasserqualität, Sicherheit des Schiffsverkehrs, Tourismus sowie Bildung, Forschung und sozialer Zusammenhalt. Zudem sollten der akademische Austausch und der kulturelle Dialog gefördert werden.

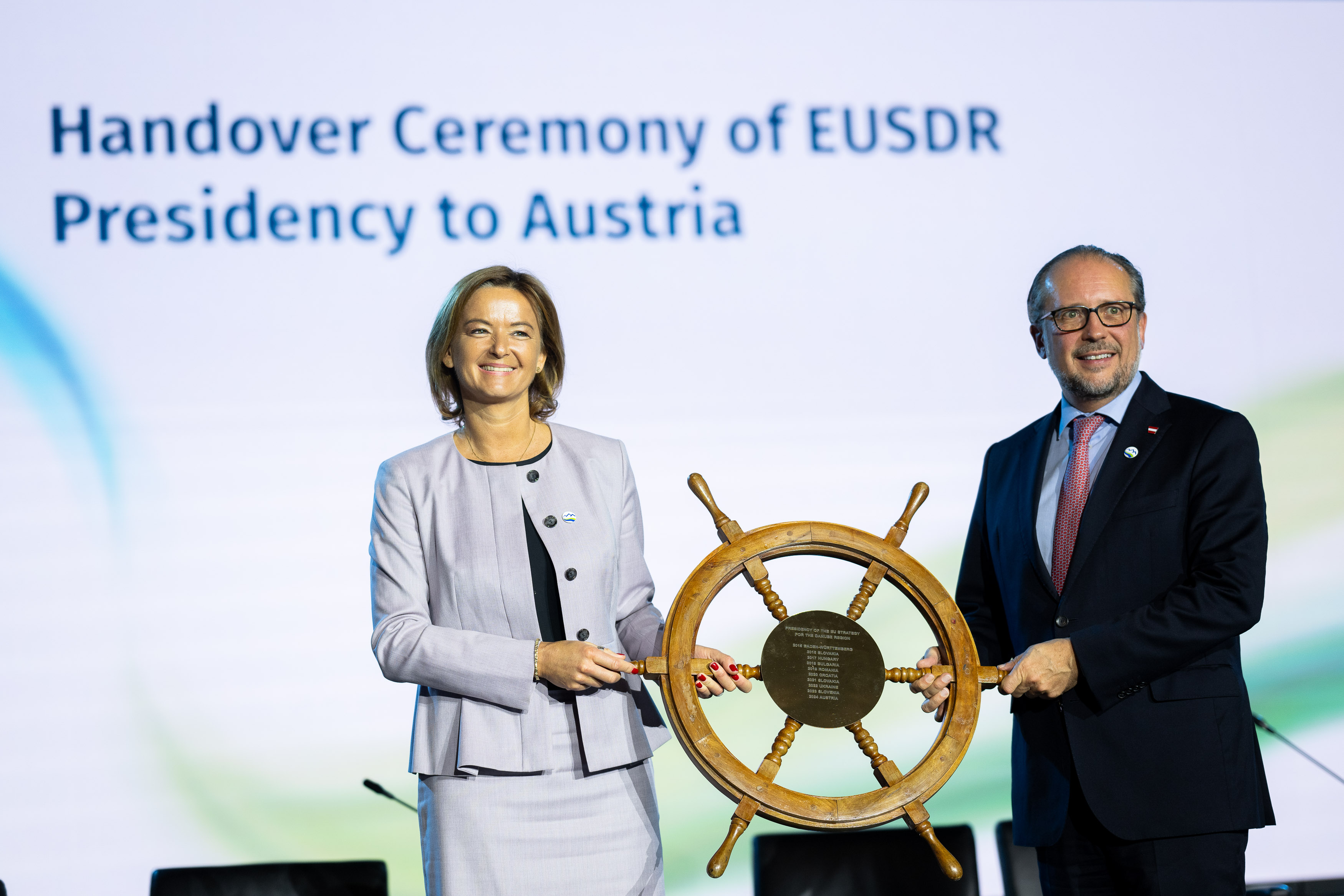
Am 24. Oktober 2023 nahm Außenminister Alexander Schallenberg beim jährlichen Forum der EU-Strategie für den Donauraum (EUSDR) in Brdo bei Kranj, Slowenien teil

Beruhend auf der Entschließung des Europäischen Parlaments, veröffentlichte die Kommission am 2. Februar 2010 ein Rahmenpapier, in dem sie die alle beteiligten Akteure – Mitgliedstaaten, Nachbarländer, Regionen, Kommunen, internationale Organisationen, Sozialpartner und Zivilgesellschaft – zur Beteiligung aufrief. Darin unterteilte sie die Aspekte der Donaustrategie in die Punkte Verbesserung der Zugänglichkeit und der Kommunikationssysteme, Umweltschutz und Verbesserung der Wasserqualität sowie Stärkung der sozioökonomischen, menschlichen sowie institutionellen Entwicklung. Im Anschluss an die Konsultation stellte die Kommission am 8. Dezember 2010 ihren Vorschlag für eine EU-Strategie im Donauraum vor. Diesem wurde am 13. April 2011 von den EU-Mitgliedstaaten zugestimmt, die nun mit der Umsetzung der Strategie beginnen können.
Am 1. November 2023 übernahm Österreich von Slowenien den Vorsitz bis Ende 2024. 2025 übernahm Bosnien und Herzegowina den Vorsitz, 2026 folgt Bulgarien.

## Akteure

### Beteiligte EU-Mitgliedstaaten
- Bulgarien
- Deutschland
- Kroatien
- Österreich
- Rumänien
- Slowakei
- Slowenien
- Tschechien
- Ungarn

### Andere beteiligte Staaten
- Bosnien-Herzegowina
- Moldawien
- Montenegro
- Serbien
- Ukraine

### Andere Akteure
- Europäische Kommission
- Europäisches Parlament
- Ausschuss der Regionen

## Schwerpunkte
Die EU-Strategie für den Donauraum besteht aus den vier Säulen „Anbindung des Donauraums“, „Umweltschutz im Donauraum“, „Aufbau von Wohlstand im Donauraum“ sowie „Stärkung des Donauraums“. Diese vier Säulen sind weiter in elf Schwerpunktbereiche unterteilt. Der EU-Regionalkommissar Johannes Hahn gab am 3. Februar 2011 gemeinsam mit dem ungarischen Außenminister János Martonyi Koordinatoren für die elf thematischen Schwerpunkte der EU-Strategie für den Donauraum bekannt. Die thematischen Schwerpunkte umfassen u. a. die Förderung der Nutzung nachhaltiger Energien, die Förderung von Kultur und Tourismus, die Verbesserung der institutionellen Kapazität und Zusammenarbeit.

### Infrastruktur
Dies umfasst vor allem die Verbesserung der Anbindung des Donauraums durch Verbesserung der Mobilität, Förderung der Nutzung nachhaltiger Energien sowie Förderung von Kultur und Tourismus. Im Bereich Verkehr sollen die Binnenschifffahrt gestärkt und die Straßen-, Schienen- und Luftverkehrsinfrastrukturen verbessert. Zudem soll die Energieinfrastruktur modernisiert und werden. Im Bereich Kultur und Tourismus soll gemeinsames und nachhaltiges Konzept für die Aufwertung und Bekanntmachung des Donauraums erstellt werden.

### Umweltschutz
Dies betrifft zum einen die Sicherstellung einer guten Wasserqualität entsprechend der EU-Wasserrahmenrichtlinie, zum anderen Katastrophenvorsorge- und -managementmaßnahmen entsprechend der Hochwasserrichtlinie, der Seveso-Richtlinie, der Bergbauabfallrichtlinie und der Umwelthaftungsrichtlinie. Dazu kommt die Erhaltung der biologischen Vielfalt und der Naturschutzgebiete.

### Schaffung von Wohlstand
Dieser Bereich umfasst Investitionen in Bildung und Qualifikationen, Forschung und Innovation sowie die gezielte Förderung von Unternehmen durch bessere Vernetzung und die Einrichtung von sog. „Exzellenzzentren“. Dazu kommen die Armutsbekämpfung und die Schaffung von Arbeitsplätzen.

### Gute Regierungsführung
Hierzu zählen der Erfahrungsaustausch über gute Verwaltungspraxis und der Kampf gegen Korruption, organisierte und schwere Kriminalität.